# Enemy Nations
Enemy Nations ist ein Echtzeitstrategie-Computerspiel, das von Windward Studios entwickelt und 1996 für Windows veröffentlicht wurde. 2005 stellten die Entwickler das Spiel samt Quelltext als nicht-kommerzielle Freeware allgemein zur Verfügung.

## Handlung
Die Menschheit ermöglicht es, mit Überlichtgeschwindigkeit das Universum zu erkunden. Dabei stößt sie auf intelligentes Leben. Leider scheinen keine unbesiedelten erdähnlichen Planeten zu existieren, welche die Menschheit in Besitz nehmen könnte. Als endlich doch ein solcher entdeckt wird, einigen sich die raumfahrenden Zivilisationen auf einen Wettbewerb: Die Zivilisation, welche ihre Kolonie gegen alle anderen behauptet, soll den Planeten besiedeln dürfen. Deshalb verwenden alle dieselbe Technik und erhalten dieselben Startbedingungen. Der Spieler wird mit der Kolonialisierung dieses neuen Planeten beauftragt.

## Spielprinzip
Dort muss er Nahrung, Holz, Kohle, Eisen, Öl und das Erz „Xilitium“ fördern und teilweise über mehrere Schritte weiterverarbeiten. Die dazu notwendigen Gebäude erfordern Energie und Personal zu deren Betrieb. Das Personal steht nur zur Verfügung, wenn die Siedler ausreichend mit Nahrung, Wohnraum und Arbeitsplätzen versorgt werden. Somit besteht ein relativ komplexer, in sich verzahnter Wirtschaftskreislauf. Mittels Militärfahrzeugen muss der Spieler seine Kolonie vor konkurrierenden zumeist, außerirdischen Kolonisten schützen und einen Krieg mit konventionellen bodengestützten Waffen gegen sie führen. Daneben kann auch mit Diplomatie begrenzt auf die Gegner eingewirkt werden. Der Spieler betrachtet das Spielfeld aus einer isometrische Perspektive, die ein Drehen der Kamera in vier Richtungen erlaubt.
Das Spiel kann im Einzelspielermodus und im Netzwerk gespielt werden.

## Rezeption
PC Games sortierte das Spiel als Mischung von Transport Tycoon und Command & Conquer ein. Die Einarbeitungszeit in das komplexe Spiel sei langwierig, aber lohnenswert. Der Computerspieler verhalte sich taktisch klug. PC Joker bemerkte eine für das Genre untypische Detailtiefe in Bereich Wirtschaft und Logistik. Bei dem Erobern eines ganzen Planeten fehle häufig die Übersicht und es gibt technische Schwierigkeiten beim Scrolling. Die bis zu drei Zoomstufen seien grafisch gut umgesetzt, die Soundkulisse dagegen eher störend. Gemäß PC Player sei die verstreuten Lieferketten zu beschützen eine herausfordernde Aufgabe. Die Gratwanderung Wirtschaftssimulation und Echtzeit-Strategiespiel zu kombinieren gelinge aufgrund der Komplexität jedoch nur bedingt. Power Play störte sich daran, dass jedes Volk identische Einheiten verwende. Zudem seien Clippingprobleme und Aussetzer der KI bei der Koordination von Lieferwegen und Angriffen sichtbar störend.